# Por Favor (revista)
 Por Favor fue una revista de humor editada en Barcelona entre 1974 y 1978. Constaba como director Eduardo Arce, pero sus principales impulsores e ideólogos fueron Jaume Perich, Manolo Vázquez Montalbán y Forges. Según Ignacio Fontes y Manuel Ángel Menéndez, esta revista fue "el intento más redondo e ideológicamente más comprometido de la prensa de humor de la transición". Su formato era de 23,5 x 30 cm, la periodicidad semanal y el número de páginas habitual, 36, con un precio de 25 pesetas el número 1, 30 a partir del 18, y 35 a partir del 45. La cubierta y algunas páginas interiores eran a todo color.

## Historia
El primer número apareció el 4 de marzo de 1974, casi coincidiendo con la ejecución de la sentencia de muerte de Salvador Puig Antich, con una tirada de 100.000 ejemplares que se agotó pronto. Era una iniciativa del editor José Ilario (que ya había editado la revista Barrabás, y sería el primer editor de El Jueves), quien propuso a Forges, Perich y Montalbán que hicieran la revista que desearan. Los tres dejaron entonces la revista Hermano Lobo, para hacer Por Favor. Con una plantilla de lujo formada por José Martí Gómez, Antonio Álvarez Solís, Josep Ramoneda, Juan Marsé, Maruja Torres, Ángel Casas, José Luis Guarner, Amando de Miguel, Joan Fuster, Fernando Savater o Joan de Sagarra a los textos, y Cesc, Núria Pompeia, Jaume Bach, Juan José Guillén, Máximo (que también escribía), Romeu, Vallés, Martínmorales, o El Cubri. Pronto incorporó interesantes dibujantes del extranjero como Quino, Fontanarrosa o Reiser.
En el cuarto mes de vida, Por Favor fue castigado con cuatro meses de suspensión y 250.000 pesetas de multa, la pena máxima que contemplaba la Ley de Prensa. Las sanciones, suspensiones, secuestros (números 18, 35, 55 71, 72 ...) y expedientes se sucederían en la azarosa vida de la publicación. Cuando la revista era suspendida, la redacción confeccionaba una publicación alternativa que continuaba saliendo cada semana, con otro nombre: Muchas Gracias.
En septiembre de 1975 pasó a ser editada por Garbo Ediciones, hasta que en julio de 1978 dejó de publicarse. De octubre a diciembre apareció una segunda época (con el título Nuevo Por Favor), dirigida por José Martí Gómez, Josep Ramoneda y Gin, pero la aventura, que duró siete números, no tuvo éxito y la publicación cerró definitivamente con el número 219, el 2 de diciembre de 1978.

## El contenido dePor Favor
Por Favor fue una publicación muy politizada. Seguía el hilo de la actualidad, al contrario de casi todas las demás revistas de humor del momento (La Codorniz, Cucú, Hermano Lobo , Mata Ratos...), que publicaban textos y chistes mucho más intemporales. Los textos son muy críticos (dentro de las posibilidades del momento), y de gran calidad literaria. El conjunto de la revista es coherente, y contiene secciones de crítica de cine, literatura, música, además de secciones que se convertirían en célebres, como "Señoras y señores" de Juan Marsé, "Diario Apócrifo" de Máximo San Juan, "La entrevista Salvaje" de Maruja Torres, o "El séptimo de Caballería de las Artes y las Letras", sección creada por Forges, con contenidos de última hora, y realizada colectivamente por los colaboradores cada semana.

## Colaboradores

### Literarios
- Manuel Vázquez Montalbán
- Antonio Álvarez Solís
- Máximo San Juan
- Maruja Torres
- Juan Marsé
- José Martí Gómez
- Josep Ramoneda
- Ángel Casas
- José Luis Guarner
- Amando de Miguel
- Fernando Savater
- Joan de Sagarra
- Joan Fuster

### Gráficos
- Perich
- Forges
- Cesc
- Núria Pompeia
- Jaume Bach
- Juan José Guillén
- Máximo San Juan
- Romeu
- Vallés
- Martínmorales
- El Cubri
- Gin